# Laix
Laix ist eine französische Gemeinde mit 209 Einwohnern (Stand: 1. Januar 2022) im Département Meurthe-et-Moselle in der Region Grand Est (bis 2015 Lothringen). Sie gehört zum Arrondissement Val-de-Briey und ist Mitglied im Gemeindeverband Grand Longwy Agglomération.

## Geographie
Laix liegt etwa 25 Kilometer nordnordwestlich von Val de Briey. Nachbargemeinden sind Chenières im Norden, Villers-la-Montagne im Nordosten, Morfontaine im Osten, Ville-au-Montois im Süden sowie Baslieux im Westen.

## Bevölkerungsentwicklung
| Jahr                       | 1962 | 1968 | 1975 | 1982 | 1990 | 1999 | 2006 | 2019 |
| -------------------------- | ---- | ---- | ---- | ---- | ---- | ---- | ---- | ---- |
| Einwohner                  | 210  | 209  | 222  | 215  | 181  | 202  | 211  | 211  |
| Quellen: Cassini und INSEE |      |      |      |      |      |      |      |      |

## Sehenswürdigkeiten

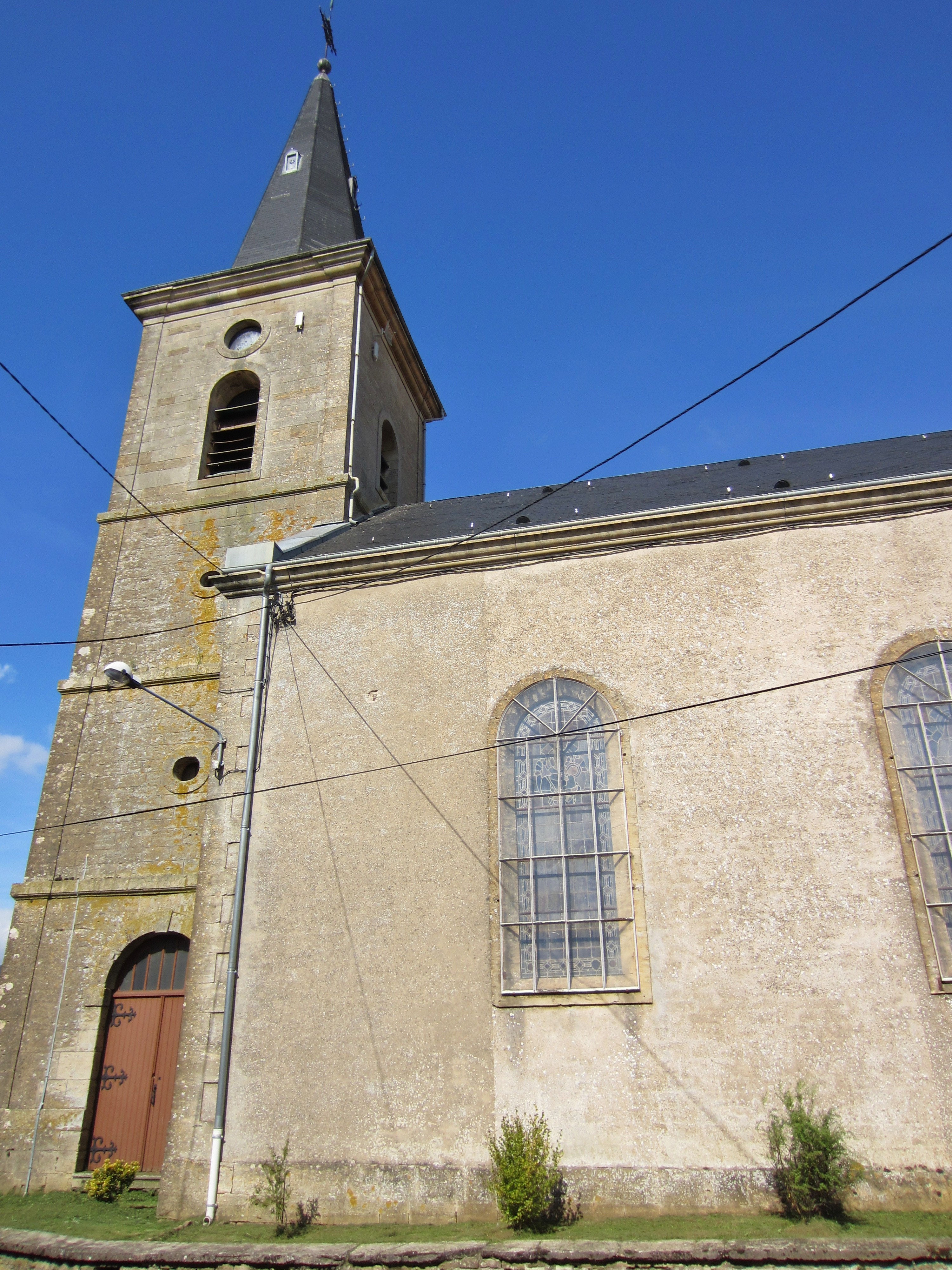
Pfarrkirche Saint-Jean-Baptiste
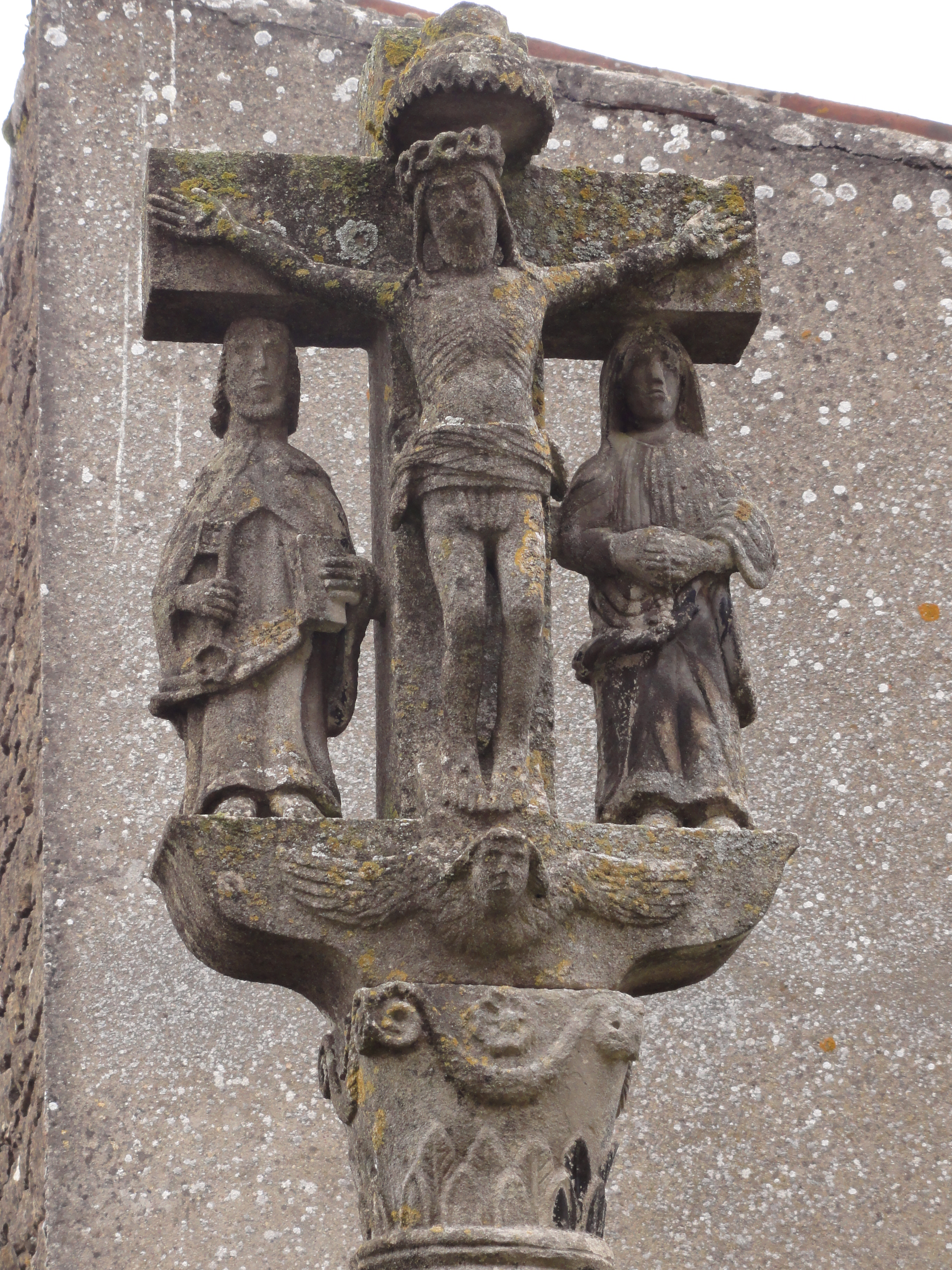
Calvaire
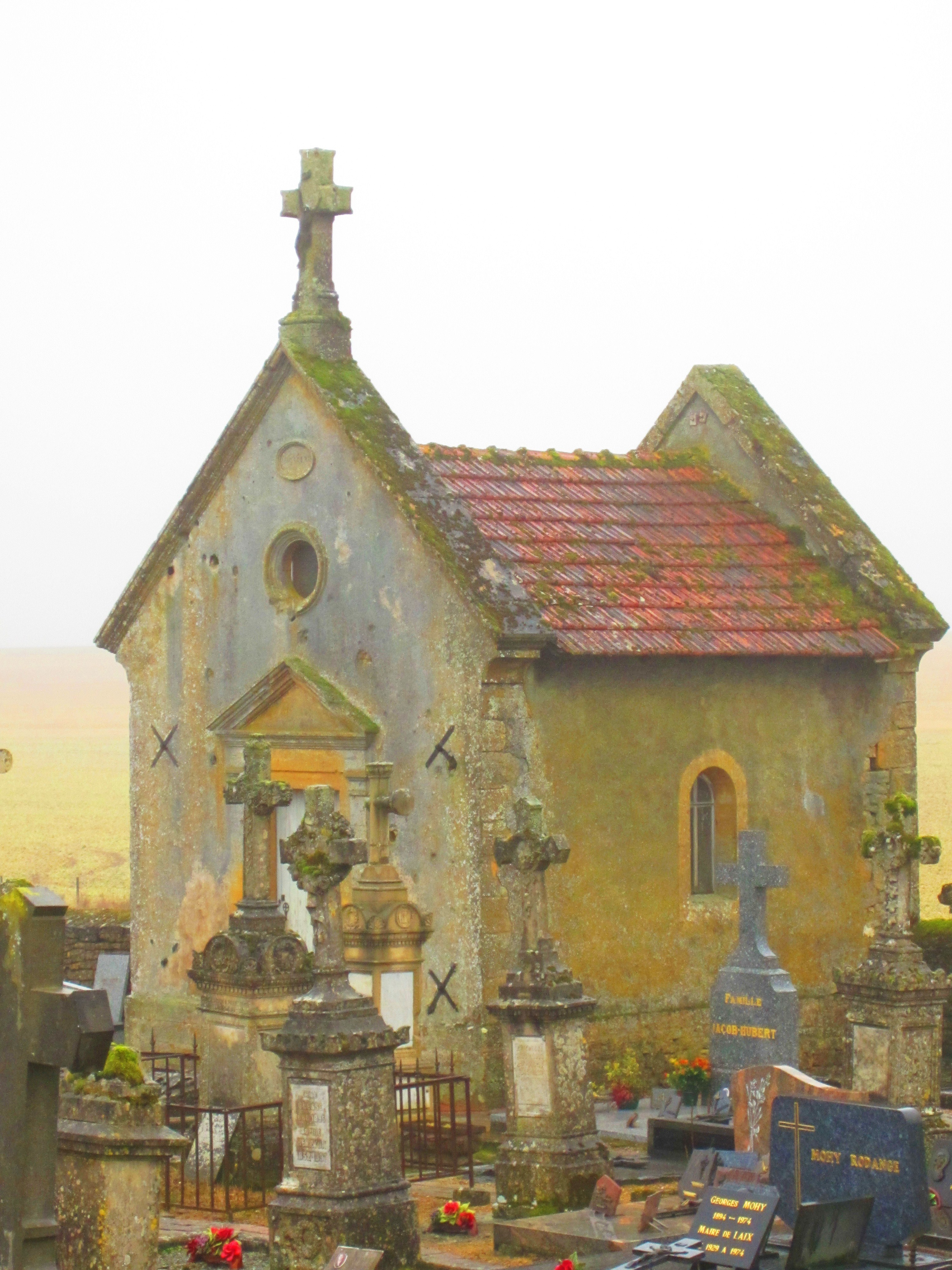
Friedhofskapelle

- Calvaire aus dem 19. Jahrhundert auf dem ehemaligen Friedhof
- Friedhofskapelle von 1862

- Pfarrkirche Saint-Jean-Baptiste
- Calvaire
- Friedhofskapelle